# Countdown (canção de Beyoncé)
"Countdown" é uma canção gravada pela cantora Beyoncé para seu quarto álbum de estúdio, 4 (2011). Foi escrita por Terius Nash, Shea Taylor, Knowles, Ester Dean, Cainon Lamb, Julie Frost, Michael Bivins, Nathan Morris e Wanya Morris. A canção vazou on-line no dia 7 de junho de 2011, ou seja, três semanas antes da data oficial do lançamento do álbum 4. O desenvolvimento da canção foi motivada pelo fato de que Beyoncé queria gravar algo refrescante e diferente, misturando vários estilos musicais da década de 1990 com a década de 1970.
Classificado por críticos de música como uma canção de vários gêneros, "Countdown" contém amostras da contagem regressiva da canção "Uhh Ahh" interpretada pela banda Boyz II Men, como uma contagem regressiva ao fundo do 10 até o um. A canção contém elementos de música Funk, entre outros, bem como dancehall, e influências de outras canções de Beyoncé como "Get Me Bodied". Montando um ritmo militar, também contendo rifes de afrobeat de metais pesados, sua instrumentação inclui principalmente Staccato e tambores de aço por 180 BPM. Liricamente, a canção encontra Beyoncé a entregar a sua mensagem de lealdade para com seu interesse amoroso gozando de todas as maneiras, para que ele sentir-se a sorte de tê-la ao seu lado. No dia 7 de dezembro de 2011, a revista britânica Rolling Stone listou "Countdown" como o oitavo melhor single de 2011.
"Countdown" foi aclamada pela crítica, que elogiou como Beyoncé fez um uso eficaz da amostra "Uhh Ahh". Eles também afirmaram que, surpreendentemente, a canção pode ser o ponto alto da carreira da cantora e a música mais experimental que ela já fez. A música também foi comparado a vários outros singles dos seus anteriores álbuns Dangerously in Love (2003) e B'Day (2006). Após o vazamento do 4, a canção recebeu uma rotação no rádio que atribuiu a sua estreia no número 75 no gráfico americano de Hot R&B/Hip-Hop Songs antes mesmo de seu lançamento oficial, onde tem até agora atingiu um pico no número 12. Ele também alcançou o número 46 na Gaon Singles Chart Internacional na Coreia do Sul. A canção atingiu também o número 71 no gráfico americano Billboard Hot 100, número 1 no Hot Dance Club Songs e o número 38 no Pop Songs.
O videoclipe da música foi dirigido por Beyoncé Knowles e Adria Petty. Algumas cenas mostram Beyoncé em diferentes estágios de sua gravidez e outros encontram-a levando em uma variedade de looks icônicos. Para a maioria do clipe, ela se inspirou no filme Funny Face. O vídeo foi bem recebido pelos críticos de música, que geralmente elogiaram o fato de que Beyoncé ainda poderia dançar mesmo estando grávida. Os críticos também elogiaram como Beyoncé canalizou bem, a moda e a arte do vídeo. Carrie Battan da Pitchfork Media chamou o vídeo de "puro e clássico". A canção fez parte da listas de faixas do show intimista 4 Intimate Nights with Beyoncé, realizada no Roseland Ballroom, Nova Iorque em agosto de 2011.

## Antecedentes e divulgação

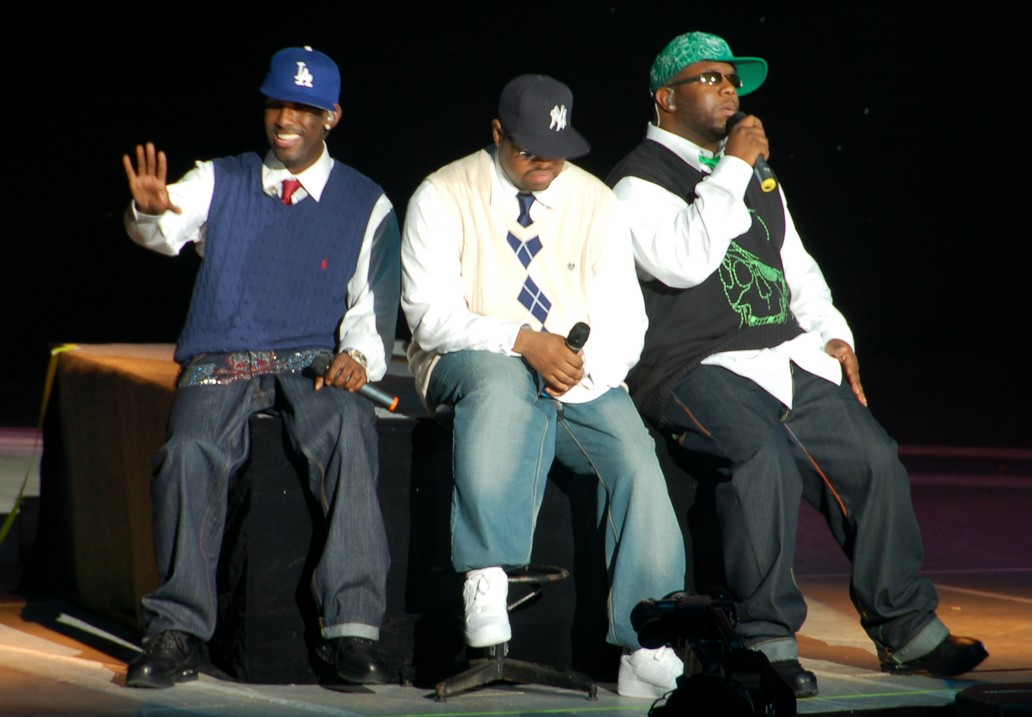
"Countdown" contém samples da música "Uhh Ahh" do grupo Boyz II Men.

"Countdown" foi escrita por Terius Nash, Shea Taylor, Beyoncé Knowles, Ester Dean, Cainon Lamb, Julie Frost, Michael Bivins, Nathan Morris, e Wanya Morris. A produção foi feita por Beyoncé, Taylor e Lamb. Michael Bivins, Nathan Morris e Wanya Morris são creditados em "Countdown", porque a canção apresenta uma amostra da música "Uhh Ahh" do grupo Boyz II Men de 1991. Uma festa privada para a audição de 4 quarto álbum de estúdio de Beyoncé foi realizada em 12 de maio de 2011, nos escritórios da Sony Music em Nova Iorque. Beyoncé ofereceu a um seleto grupo de fãs uma prévia de cinco canções do álbum, bem como o vídeo oficial do single "Run the World (Girls)". Nessa ocasião, "Countdown" foi a quarta das cinco canções escutadas. Enquanto tocava a música, Knowles comentou: "[Jay-Z] gostou, eu não acho que ele estava dissecando-a, só de pensar que ele. poderia fazer a ele como um rapper."
Em 7 de junho de 2011, tanto "Party" e "Countdown" vazaram online, seguido por todo o álbum, três semanas antes de sua data de lançamento oficial, programado para 28 de junho de 2011. Isto foi seguido por intensos avisos da equipe de Beyoncé, forçando vários sites de mídia para remover os links para baixar as músicas ilegalmente.

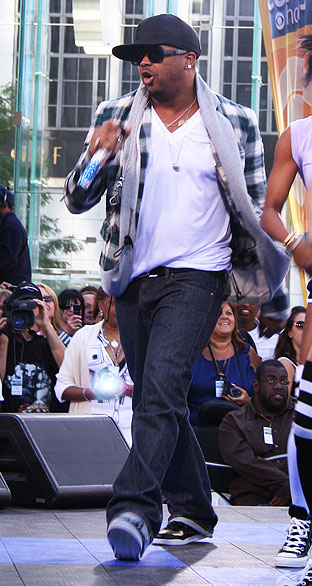
Terius Nash (foto) co-escreveu a canção.

No início em 16 junho até 27 junho de 2011, as músicas do 4 estavam disponíveis serem ouvidas uma em cada dia no site oficial de Beyoncé acompanhada com a sua foto da embalagem do álbum e uma citação esclarecedora. Em 24 de junho de 2011, "Countdown" foi a nona canção a ser escolhida. Na citação, Beyoncé fala sobre a elaboração na inspiração da canção: "Eu realmente gostei de misturar os anos 90 com os anos 70, eu coloquei os dois juntos e foi muito divertido colocar pontes para voltar as músicas de antigamente, todas as coisas na música que eu amo e que eu sinto que eu só quero ouvir de novo".  Ela também se refere a canção, como "realmente experimental". Em relação ao desenvolvimento da canção e a razão para o uso da amostra, Beyoncé afirmou:
| “ | Eu queria fazer algo refrescante e diferente, então eu misturei gêneros, isso inspirou quando eu estava em turnê, viajando, vendo bandas de rock, e participando de festivais... Eu era como uma cientista louca, colocando muitas músicas diferentes em conjunto. Boyz II Men foram os primeiros a colocar as Destiny's Child em turnê. Eles nos mostraram como tratar um ato de abertura e eu nunca vou esquecer isso. Isso foi há 15 anos! Uau, 15 anos! Estou velha. | ” |

Em uma entrevista com Jocelyn Vena da MTV News, os membros do Boyz II Men revelaram que eles ficaram surpresos quando Beyoncé decidiu usar partes de sua canção em "Countdown", apesar de tê-la conhecido por muito tempo. Wanya Morris acreditava que era uma jogada "inteligente" e acrescentou que "acho que Boyz II Men podem dizer [que] finalmente conseguiu um dueto com Beyoncé." Nathan Morris ainda mais elaborado, filosofou sobre a carreira das Destiny's Child falando "Não era algo que esperávamos, mas temos um pouco de um relacionamento. Muita gente realmente não sabe que quando eles tinham Destinys Child, a primeira vez que eles saíram em turnê eles abriram para nós por bastante tempo. E nós tentamos nosso melhor para cuidar deles e se certificar que tudo era bom. E de volta em seguida, eles foram incríveis. Mesmo que há muito tempo sabiam que Beyoncé ficou fora do bloco. Todos nós vimos que ela iria acabar fazendo a sua coisa. Há uma conexão, e no final do dia, não sabia que ela usaria esse registro. Jogo aspectos do jogo, eu acho que você poderia chamá-lo."
No dia 22 de setembro de 2011, a Columbia Records gravadora da cantora postou a arte da capa de "Countdown" no site oficial da KZII-FM, mais comumente conhecido como "102,5 Kiss FM". A capa usou a mesma fotografia da canção contida no álbum 4 que foi feita pela fotógrafa alemã Ellen von Unwerth.

## Composição
"Countdown", que contém amostras de "Uhh Ahh" música de grupo americano Boyz II Men, foi considerada "em todos os lugares no mapa de gêneros musicais" por Coplan Chris da agência de notícia e entretenimento Consequence of Sound. A canção é, basicamente, é uma música animada, com a exibição de elementos do funk, de música hip hop, pop latino, música do mundo, reggae, e bem como as influências de dancehall. Ela faz uso pesado de trompa staccato, montando um "desarticulado ritmo militar", contendo "agitados" rifes de Afrobeat com pesados Metais que, segundo Alexis Petridis do jornal The Guardian, se assemelha ao de "Run the World (Girls)". Jody Rosen da revista Rolling Stone atribuiu a "eriçado arranjos de bronze" em "Countdown" para o fato de que Knowles colaborou com a banda de Fela! por um par de dias para ganhar inspiração do assunto da peça, o músico multi-instrumentista e compositor nigeriano, Fela Kuti. A instrumentação adicional na canção inclui um squelchy teclado", sintetizadores, a "corajosa" guitarra, e tambores de aço por 180 BPM. Construído sobre uma intensificação batida, "Countdown" também apresenta o "vídeo-game bleeps" lembrando anteriormente o alter ego de Beyoncé, Sasha Fierce, como afirmou Jocelyn Vena da MTV News.

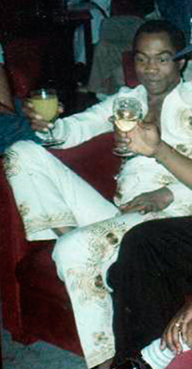
Beyoncé se inspirou em Fela Kuti (na foto) para o desenvolvimento da canção

Ryan Dombal da Pitchfork Media observou "Countdown" como uma seqüência do single de Beyoncé de 2003, "Crazy in Love". Horton Mateus da BBC comparou o estilo musical da canção com os da cantora M.I.A. John Mitchell da MTV News escreveu que '[Countdown]' tem um dom que nos faz lembrar de músicas de álbuns anteriores de Beyoncé, especificamente as melhores faixas do B'Day." Da mesma forma, Matthew Perpetua da revista Rolling Stone escreveu que "Countdown" revisita o "espírito audacioso" de "Get Me Bodied" do álbum B'Day. Jocelyn Vena acrescentou que, embora a canção é de forma muito diferente das outras músicas do álbum, tem um estilo de "Check on It". Joey Guerra do Houston Chronicle comentou que a canção tem partes iguais a uma "fanfarronada de um clube frenético", como música do grupo Destiny's Child "Bug a Boo" (1999) e "Jumpin', Jumpin'" (2000). Ela também acrescentou que as referências do Houston Rockets na música.
Ao longo da música, Beyoncé canta com "uma atitude ousada", estabelecendo um "tom futurista", como afirmou Jocelyn Vena. De acordo com Dombal, "Countdown" encontra Beyoncé como uma protagonista feminina para entregar a sua mensagem "de dez anos de lealdade parecendo tão emocionante quanto a primeira vez" para seu interesse amoroso. Jody Rosen da Rolling Stone, descreveu "Countdown" como um "romance monogâmico", como várias outras músicas no 4, e ainda acrescentou que é uma canção de amor", e "não menos sexy por ser verdade sem pestanejar para a vida". Começando com cornetas e tambores, Beyoncé começa a cantar linhas introdutórias, que também serve como linhas de pré-refrão: "Oh, me matando suavemente / E eu ainda estou caindo, ainda é de quem eu preciso / Sempre estarei com você / Você me pegou desprevenida / Nunca me deixe ir / Diga bem alto que você arrasa / Se você me deixar, você está fora de si", seguido pelas linhas do refrão, que Thomas Conner do Chicago Sun-Times descreveu como uma contagem literal para trás "como se fosse os 10 dias de uma terra de clube": "Meu bebê é um (dez) / Nós vestir aos (nove) / Ele me pegar às (oito) / Faça-me sentir tão sortudo (sete) / Ele me beijar em seus (seis) / Nós fazer amor em (cinco) / Ainda assim, o que eu fazer isso (quatro) / Eu estou tentando fazer uma (três) / Do que (dois) / Ele ainda é o (um)." Quando combinadas, as linhas introdutórias e as linhas de coro servir como linhas de gancho de "Countdown".
De acordo com Maura Johnston do The Village Voice, os versos da canção contém letras sobre "geminados goza de auto-estima e proclamações de fidelidade em um nó apertado de ideais românticos." No primeiro verso da canção, Jody Rosen fala das linhas onde Beyoncé apresenta cânticos "dedicado à um amor dela": "Há altos e baixos neste amor / Tem muito a aprender neste amor / Com o bom e o mau, ainda tenho amor" O versículo continua com Beyoncé oferecendo-lhe elogios abundantes para seu parceiro, em uma "meia cadência com rap": "Ainda amo o jeito que ele fala / Ainda amo o jeito que eu canto / Ainda amo o jeito que ele lapida os diamantes negros nessa cadeia." Como afirma Adam Markovitz da Entertainment Weekly, a primeira estrofe de "Countdown" também contém "alegria de indução com letra sem significado lógico", como "Eu e minha boof, e meu boof boof riding". Além disso, Beyoncé canta para seu interesse amoroso que ele deve se sentir com sorte "de tê-la moer em cima dele." Nos outros dois versos, Knowles continua a orgulhar-se de todas as maneiras seu homem tem sorte de tê-la, e comemora seu "relacionamento maduro", como afirmou Spence D. do portal de entretenimento IGN.

## Lançamento
A canção foi enviada oficialmente para airplay nos Estados Unidos em 4 de Outubro de 2011 sob os formatos, que incluíam CHR/Top 40 e Rhythmic. O single foi lançado como Download digital na Bélgica e em Luxemburgo no dia 21 de outubro de 2011 e no Reino Unido no dia 30 de Outubro de 2011 contendo apenas a canção, já na Alemanha e na Suíça que foi lançado no dia 25 de Novembro de 2011, continham a canção acompanhada de seu remix. No dia 25 de novembro de 2011 foi lançado um EP digital na Alemanha, Áustria e Suíça contendo a canção, três remixes e um videoclipe alternativo. No dia 24 de abril de 2012, um remix de "Countdown" feito por Isabella Summers da banda Florence and the Machine foi lançado num extended play (EP) da Beyoncé chamado 4: The Remix.

## Recepção da Crítica
"Countdown" recebeu críticas positivas dos críticos, a maioria dos quais encontraram uma reminiscência de lançamentos anteriores de Beyoncé como Dangerously in Love (2003), B'Day (2006) entre outros, no entanto, com um maior nível de maturidade de Beyoncé. Adam Markovitz da Entertainment Weekly escreveu que "[...] sem surpresa, Beyoncé é a melhor quando ela canta diferente dos outros, sendo apenas ela mesma." Ele também elogiou Beyoncé para "tomando seu fiel freakum dress de naftalina para "Countdown", que segundo ele, inclui a "alegria de indução com letras sem significado". Dada a colocação de faixa da canção em 4, Thomas Conner do jornal Chicago Sun-Times elogiou a canção pois é a faixa que "começa a fazer com que o 4 se anime perto do fim". Conner, adicionalmente, descreveu a canção como "carro chefe em um clube étnico". John Mitchell da MTV News chama "Countdown" de a melhor faixa do 4 afirmando que a canção é "impossível de resistir". Da mesma forma, Jocelyn Vena da MTV News chama a canção, de a música mais surpreendente do álbum, comparando-a com outras canções de Beyoncé como "Check on It" (2005). Conrad Tao da Sputnikmusic disse que "Countdown" foi um dos irresistível cortes uptempo do 4 e que ele faz "uso particularmente bem sucedido de seu homônimo", bem como suas influências de dancehall. Ricky Schweitzer de One Thirty BPM disse que "Countdown" também mostrou alto favoritismo" escrevendo:
| “ | Então, muita conversa de tempo e expectativa não deve ofuscar o grande triunfo que 4 tem para oferecer. Após indícios de que 4 iria tornar-se viscoso, "Love on Top", vem ao longo de animado humor antes de explodir em 'Countdown', sem dúvida a música mais experimental que Beyoncé já fez. O pontapé inicial para o verso apresenta uma progressão tonal que não pode ser seguido preguiçosamente e os vocais está no alto de uma parte tão audaciosa de composição tão hábeis e seguras. O synth minimalista que aparece pode soar um pouco familiar, mas mesmo que apenas por algumas medidas, Beyoncé está tocando algo novo. | ” |

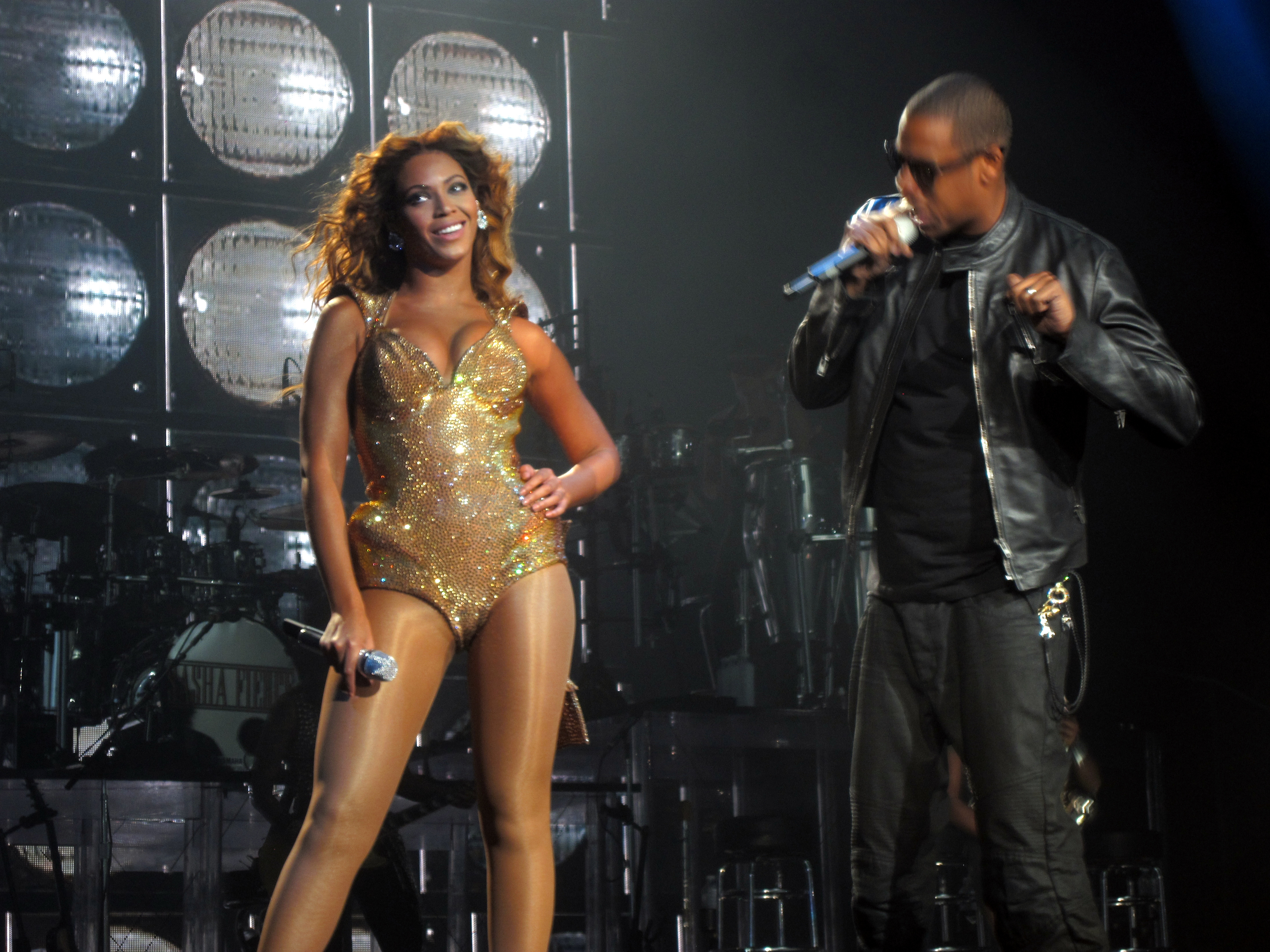
Beyoncé e Jay-Z cantando "Crazy in Love", canção onde "Countdown" foi constantemente comparada.

Matthew Perpetua da revista Rolling Stone deu para "Countdown" uma revisão positiva, descrevendo a canção como a melhor do 4 "muito necessário esticar o álbum de melodias animadas" e como uma "brincalhão, e altamente inventivo", no mesmo estilo de "Get Me Bodied" (2007). Jody Rosen também escrevendo para a mesma revista, comentou que "Beyoncé foi uma estrela por mais de uma década, mas agora ela é uma mulher de 29 anos, casada, e ela soa como a primeira [como em Countdown]." Eric Henderson da Revista Slant Magazine descreveu a canção como um "número hiperventilado", que soa como uma "paródia de sucessos mais militantes de Beyoncé como os da era das Destiny's Child". Henderson também favoreceu o uso da amostra da música "Uhh Ahh" do Boyz II Men. Ben Cardew da Music Week aprecia a composição da canção elogiando Beyoncé, ele ainda afirmou que "Countdown" é "a música mais diferente do álbum e quase certamente na carreira de Beyoncé". Ele também disse que é como "uma nova página livro de Beyoncé" e acrescentou que "muito francamente, é muito bom ouvir isso." Da mesma forma, Rich Juzwiak do The Village Voice escreveu que a amostra de "Uhh Ahh" oferece "um emaranhadas na coleção de rifes que é o ponto alto da carreira turbinada [de Beyoncé] em 'Countdown'." Gavin Martin de The Daily Mirror considerou "Countdown" como "concorrente para a excelência de álbum", descrevendo a canção como "brincalhão, engraçado e cheio de ideias." Erika Ramirez da revista Billboard, comentou que "Countdown" tem o potencial "para trilhões manifestos de manias de dança no YouTube. Coloque os calcanhares para que essa!". Chris Coplan do Consequence of Sound comentou que "[...] na medida em que demonstra o poder de uma Beyoncé despojada e como devastadora que pode ser, a vencedora é 'Countdown'". Ele elogiou o coro que ele descreveu como sendo "de simplicidade desconcertante e eficácia" antes de concluir "que você faz que a matemática, seja um vencedor."
Alexis Petridis do jornal The Guardian também deu a música uma revisão positiva, afirmando que "não há nada como ['Countdown'] nas paradas" e que o arranjo "no momento em que você ouve qualquer coisa parecida com as influências debatido na publicidade antecipada." Neil McCormick do jornal do Reino Unido The Daily Telegraph elogiou Beyoncé onde "que estabelece a lei como uma bola rebentando a era disco" na música. Joey Guerra do Houston Chronicle favoreceu "Countdown" para a vanglória como em "um agitado clube frenético ", acrescentando ainda que a canção está "praticamente implorando por uma versão estendida". Ryan Dombal da Pitchfork Media escreveu que "todos os melhores elementos do álbum, tematicamente e sonoramente, explodiram em frente a Jay-Z 'Countdown' ode, uma buzina, com passos como "Crazy in Love" (2003). James Reed do Boston Globe viu "Countdown" como uma canção de amigável para as rádios, tendo o potencial de ser um dos "grandes sucessos" do 4. Joanne Dörken da MTV UK escreveu que "Countdown" é "enfrentamento com o passado, original e obrigado a ser uma música massiva em clubes de todo o mundo." Dorke também notou que ela é "uma refrescante ruptura com a parte mais lenta para a parte agitado do 4." Embling do Tiny Mix Tapes afirmou que Beyoncé não produziu qualquer coisa como "feroz (ou detestáveis)" como "Ring the Alarm", no 4 , mas "Countdown" se aproxima. Ele descreveu este último como tendo "uma fanfarra régia, uma amostra furtivos, e do desempenho vocal mais exuberante do álbum em uma deliciosos três minutos e meio". Ele concluiu que "Countdown" soa como o trabalho de um artista que está se esforçando para produzir um clássico como My Beautiful Dark Twisted Fantasy (2010). Michael Cragg do The Observer frisou o fato de que o 4 acabou "com o pico incrível em 'Countdown' com Beyoncé perto do êxtase dos rifes de rap." Steve Jones do USA Today mostraram também uma apreciação por "Countdown", chamando-o um dos "elementos de pura diversão no álbum."

### Listas de final de ano
No dia 7 de dezembro de 2011, a revista britânica Rolling Stone listou "Countdown" como o oitavo melhor single de 2011. No mesmo dia, a Pitchfork Media listou o videoclipe da canção como um dos melhores do ano de 2011. No dia 9 de dezembro de 2011, a revista Spin elegeu a canção como a segunda melhor do ano de 2011. Na mesma data, Cos Staff do Consequence of Sound listou a canção como o quarta melhor de 2011, ele ainda listou o videoclipe da canção como o quarto melhor de 2011. No dia 13 de dezembro de 2011, a revista Billboard colocou a canção na décima-segunda posição na lista dos dos melhores singles do ano. no mesmo dia, a revista Toro colocou o videoclipe da canção como o décimo-quarto melhor de 2011, e o site Stereogum promoveu uma premiação chamada de Gummy Awards onde elegeu "Countdown" como o melhor videoclipe do ano de 2011. No dia 14 de dezembro de 2011, o site australiano SMH colocou a canção na trigésima posição nos melhores singles de 2011. No mesmo dia, o site NPR colocou "Countdown" como uma das 100 canções favoritas do 2011.
No dia 17 de dezembro de 2011, vários críticos da revista The Guardian colocaram "Countdown" na lista de melhores canções do ano. Sian Rowe desta revista colocou a canção na quinta posição, Caspar Llewellyn Smith colocou na quarta posição, já Michael Cragg colocou a canção no número um, como a melhor do ano de 2011. No dia 18 de dezembro de 2011, a revista Entertainment Weekly colocou a canção no número cinco na lista das melhores canções do ano. No dia 21 de dezembro de 2011, o Pop dust colocou "Countdown" como a sexta melhor canção de 2011. No mesmo dia, a revista Slant Magazine listou o videoclipe da canção como o décimo-sétimo melhor videoclipe de 2011 e Rob Sheffield da revista Rolling Stones colocou a canção na terceira posição das melhores de 2011. No dia 29 de dezembro de 2011, o Virgin Group listou o videoclipe como o sexto melhor do ano. No mesmo dia, o jornal Newsday listou "Countdown" como a oitava melhor canção de 2011. Na lista "Pazz and Jop" de singles divulgado pela Village Voice, "Countdown" foi eleita a segunda melhor canção do ano, pela média de 98 críticos que colocaram a canção no top 10 do ano e destes, 30 críticos a colocaram em primeiro lugar nas melhores de 2011. O site do canal de TV Multishow listou os 20 melhores clipes de 2011, onde listou "Countdown" na quarta posição.

## Desempenho
Com vendas de 14.897 downloads digitais, "Countdown" debutou no número 46 na Coreia do Sul no gráfico Gaon Internacional Singles Chart na semana que terminou em 2 de julho de 2011. Mesmo sem ser lançada como single nos Estados Unidos, "Countdown" estreou no número 75 sobre no Hot R&B/Hip-Hop Songs datada em 2 de julho de 2011. Na semana seguinte, "Countdown" mudou-se para número 66 na carta, onde atingiu o pico até agora no número 12. A canção já vendeu mais de 28 mil exemplares digitais na Coreia do Sul. Nos Estados Unidos, a canção traçou o gráfico Billboard Hot 100, no número 85. tendo o pico no número 71. Na semana que terminou dia 29 de outubro de 2011, a canção estreou no Hot Dance Club Songs na trigésima quinta posição, sendo a melhor estreia da semana. Chegando ao topo da parada na semana que terminou no dia 24 de dezembro de 2011. No dia 19 de Novembro de 2011, a canção estreou no Pop Songs no número 38.
No dia 12 de novembro de 2011 a canção alcançou a quadragésima quinta posição no Irish Singles Chart. No Reino Unido a canção alcançou a trigésima quinta posição no UK Singles Chart e o top 10 no UK R&B Chart na nona posição. No dia 19 de novembro de 2011 a canção atingiu a décima segunda posição no Dutch Tip Parade. No Japão a canção conseguiu o pico no número 87. A canção atingiu o número um na parada alemã Deutsche Black Charts se mantendo em primeiro nas três semana seguintes. No dia 7 de dezembro de 2011, a canção debutou na sexagésima-quinta posição no Austrian Singles Chart. A canção figurou as tabelas mensais da Coreia do Sul na parada International Singles Charts em Junho de 2011 na centésima-sexagésima-quarta posição e em Julho de 2011 na centésima-vigésima-quinta posição. No dia 29 de dezembro de 2011, a canção estreou no Canadian Hot 100 na septuagésima posição. Até dezembro de 2011, a canção vendeu mais de 206,000 mil downloads pagos nos Estados Unidos. No dia 19 de novembro de 2011, a canção ficou na decima segunda posição no Dutch Singles Chart. "Countdown" foi a sexagésima-segunda canção de R&B/Hip-Hop maior sucesso nos Estados Unidos de 2012.

## Videoclipe

A foto mostra uma das referências do estilo vintage-retrô que Beyoncé usa como influência dos anos 60 no vídeo.

Em 2 de agosto de 2011, soube-se que o vídeo da música "Countdown" seria dirigido por Adria Petty, a mesma que já dirigiu o vídeo da música "Sweet Dreams" faixa do álbum I Am... Sasha Fierce. No dia 3 de outubro de 2011 a MTV através de seu site oficial, liberou uma prévia de trinta e oito segundos do videoclipe da música. A prévia mostrou cenas onde Beyoncé olha para a câmera com maquiagem vibrante nos olhos e vestindo roupas preto-e-branco, antes de revelar um olhar que presta homenagem a Michael Jackson e Audrey Hepburn graças à "sua franja curta, calça cortada, camiseta preta e meias expostas", como afirmou Jocelyn Vena da MTV News. Cenas de Beyoncé na frente de uma parede em preto-e-branco e movendo os braços como um relógio também foram mostrados, assim como três diferentes roupas com um chapéu preto-e-branco. Vena continuou dizendo: "nesta prévia, Beyoncé mostra seu perfil de grávida e, em seguida, aparece em três diferentes maiôs com um chapéu preto-e-branco." Um escritor do jornal The Sun comparou o estilo dos cabelos de Beyoncé no vídeo com os cabelos dos integrantes da banda britânica The Beatles. O vídeo completo vai estreou em 6 de outubro de 2011.
De acordo com John Mitchell da MTV News: "[O clipe é] uma mistura perfeita entre o clássico e o moderno, que parece ser o que Beyoncé está apontando para nesta fase de sua carreira, é um sentimento refletido pela sua suavidade", o estilo dos anos 90s e dependência de instrumentos ao vivo que definem seu álbum 4 para além de seus trabalhos anteriores, bem como outros artistas nas paradas agora." Falando sobre o desenvolvimento e as filmagens do vídeo, Petty revelou:
| “ | Eu trouxe para Beyoncé uma série de referências e nós escolhemos algumas juntas. A maioria eram referências de dança moderna alemã, acredite ou não. Mas realmente evoluiu. As referências foram então dispersas à sua equipe de criação (cabelo, maquiagem e roupas), e eles interpretaram-los no set em sua própria maneira especial. Claro, uma das referências mais fortes para guarda-roupa foi Audrey Hepburn em 'Funny Face' quando ela faz a cena de dança. Eu acho que muitas coisas floresceram a partir daí. [...] As gravações foram ótimas. Tivemos uma série de dançarinos e músicos brilhantes e uma equipe top de linha. Beyoncé trouxe um número de seu próprio lugar que são tão esforçados. Nosso vídeo foi o quarto em cinco dias. Eu amo a equipe criativa que trabalha com Beyoncé, porque pode rolar com qualquer coisa e eles continuam sorrindo. Todo mundo estava muito otimista e animado, porque todos nós amamos a canção e a oportunidade de trabalhar com Beyoncé. | ” |

### Moda
O videoclipe de "Countdown" é fortemente influenciado pela arte pop de 1960, e é mergulhado em tons vintage-retro nas cores e roupas. A moda de Beyoncé no vídeo inclui nomeadamente "enormes olhos alinhados", unhas em forma de amêndoa de cor de abóbora, entre outros. Como afirma o MTV Style, estes acessórios ao lado de Beyoncé "dança sincopada em monocromático vibrante", piscadela para trás do ícone Audrey Hepburn no filme Funny Face. A maquiagem de Beyoncé foi feita por Francesca Tolot, que explicou: "A inspiração por trás de Beyoncé eram as brilhantemente alinhadas tampas que do final dos anos 50, início dos anos 60 e experiências anteriores de Beyoncé como em Dreamgirls. Eu sabia que parecia incrível com esse tipo de maquiagem para os olhos amendoados parecia ser uma combinação perfeita." Para parte da contagem regressiva no vídeo, Beyoncé usa trajes totalmente em preto e branco da cabeça aos pés. Seu conjunto é iluminado com unhas em neon laranja stiletto. Foi primeira que Beyoncé mostra a barriga grávida no vídeo, ela usava um vestido preto e branco, desenhado por Thierry Mugler.

### Sinopse e análise
John Mitchell da MTV News escreveu que, durante todo o videoclipe, Beyoncé é "...só sorrisos, talvez refletindo a sua alegria no início de uma nova fase em sua vida". A visibilidade da gravidez de Beyoncé "varia ao longo do vídeo, indicando que ela pode ter filmado algumas das cenas de "Countdown" no começo de sua gravidez, e posteriormente, cenas com a gravidez num estágio mais avançado para refletir sua barriga crescendo. O clipe tem várias referências e estilos, que datam desde a década de 1960 para o década de 1980. Beyoncé reencena uma série de ícones pop nas imagens no vídeo.
O vídeo começa com um close em que Beyoncé está com o "rosto com maquiagem semelhante da modelo britânica Twiggy. O vídeo, em seguida, mostra Beyoncé movendo os braços como um relógio e vestindo uma camiseta e calça pretas. Cenas semelhantes ao filme de 1957 Funny Face com Beyoncé parecendo Audrey Hepburn. As cenas são marcadas por uma variedade de brilhantes e coloridos trajes de banho com um chapéu preto-e-branco, contra um fundo em constante mudança de cores que é semelhante as sessões de fotos da revista Vogue. A barriga grávida de Beyoncé é menos visível nas cenas de mais ação, mas foi destaque no início do vídeo. O clipe tem rápidas mudanças de câmera a partir da seqüência onde Beyoncé está de maiô até onde ela está em um espaço de audição semelhante ao filme de 1980 Fame. A sequência de movimentos coreografados feitos por Beyoncé e seus dançarinos ao fundo, é referente a West Side Story, musical de 1961.
Beyoncé amorosamente esfrega sua barriga em uma cena que apresenta 10 diferentes encarnações de si mesma em um espaço semelhante a um sótão. De acordo com a MTV Newsroom, esta é a "cena-chave", porque Beyoncé coloca em perspectiva todos os lados acima mencionadas. Beyoncé também faz referências a Brigitte Bardot, quando Beyoncé está vestido uma camisa masculina com o cabelo estilizado com um cachecol. Ela também brevemente faz referências seu filme, Dreamgirls, mais especificamente a inspiração deste último, sendo Diana Ross, durante algumas breves cenas em que Beyoncé usa um short, vestido brilhante e penteado bob. O vídeo termina com Beyoncé em uma cadeira e em seguida, piscando os olhos e sorrindo.

### Recepção

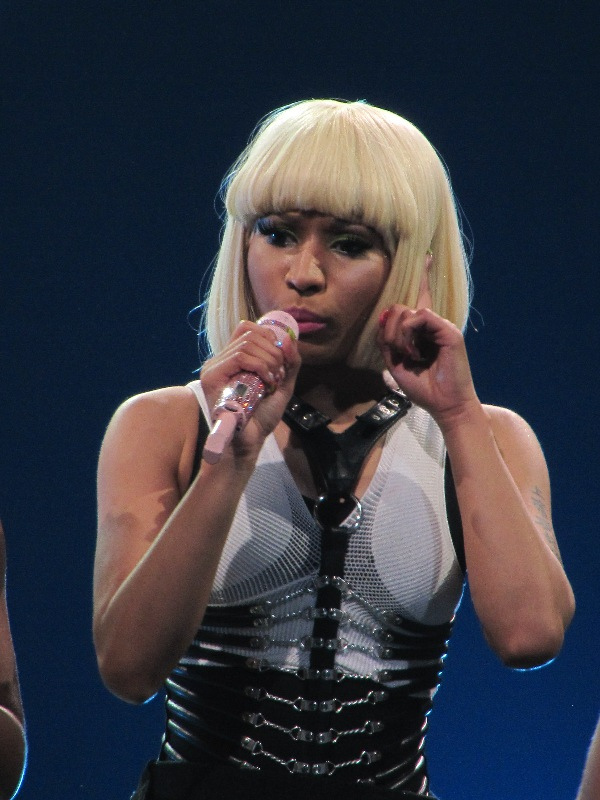
As roupas do vídeo foram constantemente comparadas aos figurinos da rapper Nicki Minaj.

John Mitchell da MTV News elogiou o vídeo pelo fato de que Beyoncé mostrou suas habilidades de dança e sensualidade no vídeo, apesar de que ela estava grávida. Ele ainda chamou o vídeo é "uma festa para os olhos" e "uma mistura perfeita entre o clássico e o moderno, que parece ser o que Beyoncé está planejando para esta fase de sua carreira." Um escritor de The Huffington Post classificou o de vídeo como "caracteristicamente cinético." Chris Coplan de Consequence of Sound escreveu: "o conceito pode ser simples, mas os números de dança intrincada (a lá, Fred Astaire !) e ação pela tela dividida para fazer um conceito cinematográfica energético com cargas de swag moderno com inspirações dos aons 60." Grady Smith do Entertainment Weekly comparou Beyoncé com Nicki Minaj no vídeo e chamou-lhe "uma típica festa de dança por Beyoncé caracterizado pelo movimento frenético, cores piscando, e um monte de roupas sexys." Isto também foi mencionado por Carrie Battan da Pitchfork Media chamou-o de "puro e clássico, cheio de cores, inspirações de Audrey Hepburn e o piscar ocasionado pelo bebê." Contessa Gayles de The Boombox também comparou o vídeo com roupas e estilos de Nicki Minaj.
Colleen Nika da revista Rolling Stone disse que "[...] um dos singles pop mais aclamados do ano, e também irá ser como um dos clipes mais elegante do ano, apesar de não apelar para ganhar essa distinção", ainda descrevendo-o como "brilhante e luminoso." Ela concluiu que o vídeo faz contraste com o estilo de Lady Gaga, e acrescentou que foi outro "efeito da arte pop" feito por Beyoncé. Matthew Perpetua da mesma publicação escreveu que tinha uma "variedade de olhares deslumbrantes que definitivamente poderia ser imitado por fãs". Ele afirmou: "o clipe é quase tão alegre e super-carregados como a música em si, com seu refrão complementado por uma rápida sucessão de memoráveis, imagens charmosas e sexys." Erika Ramiirez da Billboard concluiu que "mesmo com um bolo no forno, Beyoncé ainda pode trazê-lo." Becky Bain de Idolator concluiu que o vídeo foi filmado em intervalos diferentes, porque "algumas cenas mostram sua gravidez, enquanto em outros, ainda Beyoncé se mostra muito dançante e parece ter sua barriga geralmente plana." ele elogiou o vídeo chamando-a de "caixa de lápis 'Crayola' voltou à vida." Ray Rahman da revista New York escreveu que Beyoncé, "envolve o vídeo com todas as suas assinaturas clássicas: ser surpreendente na dança, as equipes de recrutamento de outros para ser surpreendente em dança, e provando que até mesmo os dedos são surpreendentes na dança. Mas também, e possivelmente o mais importante!: Babyoncé."
Um escritor de Stereogum escreveu que o vídeo "tem potencial para ser o vídeo mais elétrico que Beyoncé já fez" desde o clássico imortal 'Single Ladies (Put a Ring on It)'." Kathleen Perricone do Daily News escreveu que "o bebê de Beyoncé ainda nem nasceu e já é uma estrela" referindo-se a barriga grávida de Beyoncé no vídeo. Lisa Potter da revista Marie Claire comparou Beyoncé com Andy Warhol. Um escritor da CNN disse que "a imaginação faz a mistura do estilo moderno e retrô, criado em uma paleta ultra-brilhante, e trabalhado sem esforço a partir da câmera staccato e a batida da música." Matt Donnelly do Los Angeles Times elogiou o vídeo fazendo uma brincadeira chamando-o de "tão fantástico que beira o irritante", e acrescentou que poderia ser "uma versão em miniatura de 'Single Ladies'." De acordo com a MTV News, o foi bem recebido pelos fãs que elogiaram sua simplicidade e a barriga de Beyoncé."

### Impacto cultural
Após o lançamento de "Countdown", o videoclipe recebeu muitos elogios, tendo grande impacto cultural. Em 2012, a cantora brasileira Preta Gil lançou o videoclipe da canção "Sou como sou", primeiro single de seu álbum homônimo. Após seu lançamento, o videoclipe foi muito comparado ao de "Countdown", pela uso de cromo de funda e maquiagem que mudavam aleatoriamente de cores e figurino similares como o chapeu. O videoclipe também recebeu várias versões covers. Um fã de Beyoncé recriou o vídeo e o intitulou de "Countdown (Snuggie Version)" que recebeu grande atenção da mídia e da própria Beyoncé, logo virando um vídeo viral na internet. A MTV Newsroom descreveu tal versão cover como "Épica" e elogiou a direção, fotografia, maquiagem e figurino do adolescente. A Beyoncé, elogiou o trabalho de seu fã compartilhando o vídeo em seu site oficial deixando a mensagem: "Eu acho que ele fez o vídeo melhor que o meu :D, Com amor B".

### Controvérsia

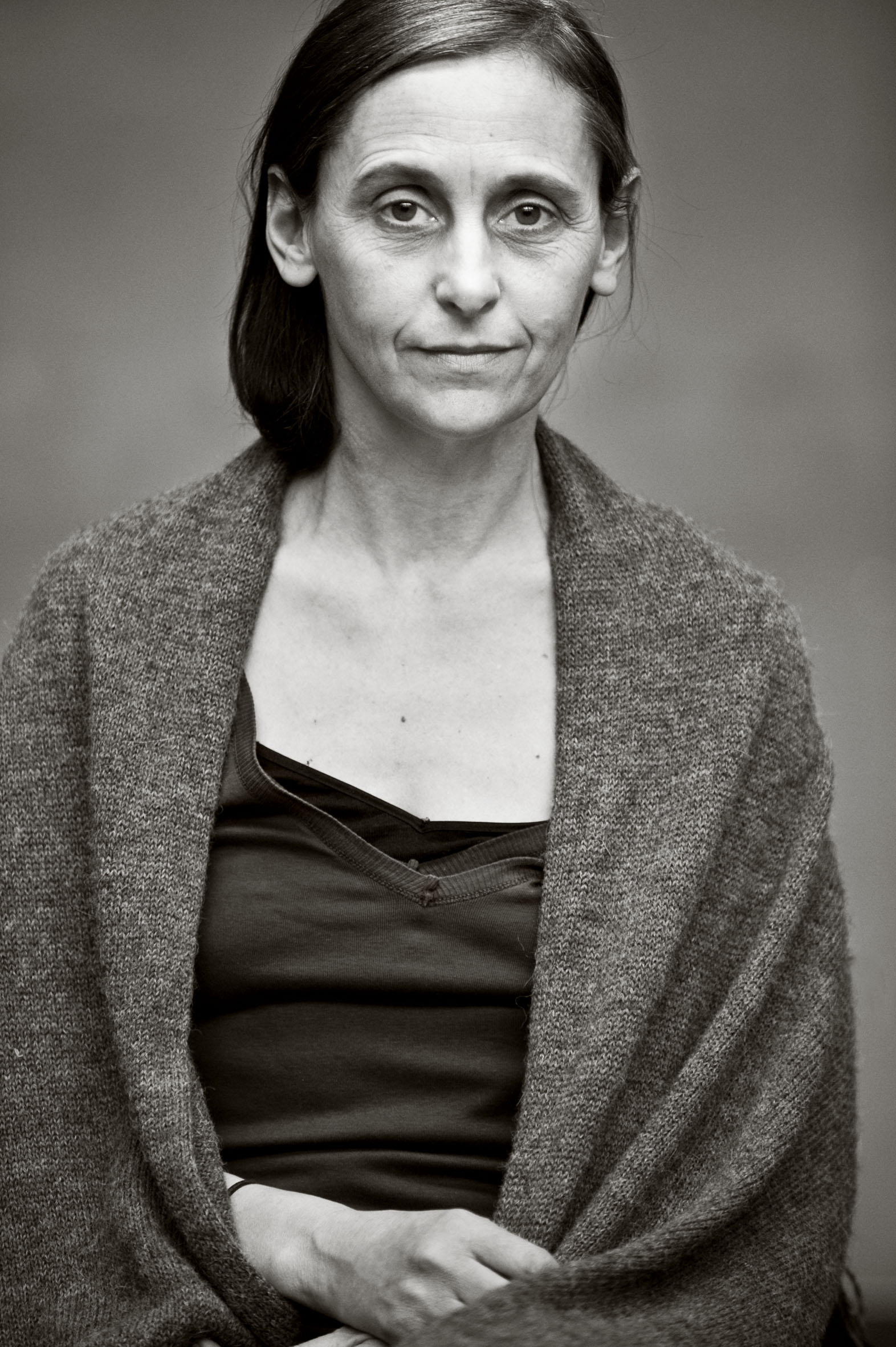
Anne Teresa De Keersmaeker (na foto),que afirmou que Beyoncé havia emprestado livremente a partir de duas de suas peças, que mais tarde revelou que ela não estava nem irritada e nem honrada pela homenagem

Após o lançamento do vídeo, surgiram denúncias sobre seu conteúdo e conceito. Em uma entrevista com o Studio Brussel, a coreógrafa belga, Anne Teresa De Keersmaeker, acusou Beyoncé de plágio por uma sequência de dança executada no vídeo, inspirados nos filmes Achterland de 1990 e Rosas danst Rosas de 1983. Keersmaeker acusou Beyoncé por plagiar descaradamente sua coreografia, figurino, alegando: "É um tanto rude, [...] O que é rude é porque eles sequer nem se preocuparam em esconder". O diretora do vídeo da música, Adria Petty, em entrevista à MTV, afirmou que juntamente com Beyoncé, viram clipes de dança moderna alemãs, pois estavam explorando pontos de referência cultural, embora ela nunca mencionou De Keersmaeker especificamente. Em resposta aos comentários de De Keersmaeker, a Beyoncé fez a seguinte declaração: "Claramente o ballet Rosas danst Rosas foi uma das muitas referências para o meu video "Countdown". Foi uma das inspirações usadas para trazer a sensação e o olhar da música para a vida. Também era em homenagem ao filme, Funny Face, com a lendária Audrey Hepburn. Minha maior inspiração foram os anos 60, anos 70, Brigitte Bardot, Andy Warhol, Twiggy e Diana Ross. Eu sempre fui fascinada pela maneira como a arte contemporânea usa diferentes elementos e referências para produzir algo único." Após declaração Beyoncé, De Keersmaeker escreveu em um comunicado ao The Performance Club, no qual ela ponderou a razão que sua coreografia experimental levou 30 anos para ser reconhecida por cultura pop e notou uma coincidência pessoal entre seu trabalho e o de Beyoncé:
| “ | As pessoas me perguntavam se eu estou com raiva ou honrada. Nenhum dos dois, mas estou contente que Rosas danst Rosas talvez possa atingir um público de massa, que provavelmente nunca poderia alcançar, apesar de sua popularidade no mundo da dança desde 1980. [...] Para concluir, isto não me fez raiva, pelo contrário, isso me fez pensar em algumas coisas. Como e por que a cultura popular leva 30 anos para reconhecer um trabalho experimental de dança? [...] Como a cultura pop mundial é diferente, isso significa que 30 anos é o tempo que leva pra seu reconhecimento? E, o que se pode dizer sobre o trabalho de Rosas danst Rosas? Na década de 1980, isso foi visto como uma declaração girl power, com base em assumir uma postura feminina na expressão sexual. Eu era frequentemente solicitada, em seguida, se fosse feminista. Agora que vejo Beyoncé o dançando, acho que é agradável, mas não vejo qualquer vantagem. É sedutora de uma forma divertida e consumista. Além das semelhança há também uma coincidência engraçada. Todo mundo me disse, ela está dançando e ela está grávida de quatro meses. Em 1996, quando o filme De Mey's foi feito, eu também estava grávida do meu segundo filho. Então, hoje, só posso desejar-lhe a mesma alegria que a minha filha me trouxe. | ” |

### Versão alternativa
No dia 25 de novembro de 2011 foi lançado o videoclipe alternativo da canção, num EP digital. Esta versão do videoclipe está presente na edição deluxe do álbum Live at Roseland: Elements of 4 sendo a quinta faixa.

## Performances ao vivo
Em 30 de junho de 2011, Beyoncé fez uma aparição surpresa na lojas Target no Harlem em Nova Iorque, onde as crianças no local "Boys and Girls Club" dançaram no palco "Countdown". No meio do seu desempenho, Beyoncé foi ao palco e deu-lhes um abraço antes de deixá-los a continuar a sua rotina. Beyoncé disse à multidão: "Eu gostaria de agradecer ao "Boys and Girls Club" por terem vindo. Espero que vocês se divertiram aprendendo a coreografia para 'Countdown' hoje." Beyoncé cantou a música ao vivo pela primeira vez em 14 de agosto de 2011 durante a sua apresentação intimista 4 Intimate Nights with Beyoncé no Roseland Ballroom, Nova Iorque. Vestindo um vestido dourado, ela cantou a música para 3.500 pessoas e foi apoiada por sua banda feminina. Erika Ramirez da revista Billboard comentou que "os fãs tomou a liberdade de criar danças individuais em cada bolso da casa de eventos", quando Beyoncé estava cantando "Countdown".
Referindo-se a "Countdown" como um "experimental e uma construção de uma expressão de liberdade artística", Jody Rosen da Rolling Stone escreveu que a música "feita por um caso de Beyoncé." Jozen Cummings do jornal The Wall Street Journal comentou que "quando [Beyoncé] foi up-tempo em canções como 'Countdown', sua capacidade virtuosística se envolver em coreografia nítidas comprometer seu vozeirão toma o centro do palco." Ecoando caminhos sentimentais, Mike Wass de Idolator' acrescentou que "quando as duas faixas foram performadas ao vivo, "Countdown" e "End of Time" ganharam mais aplausos. Ambos foram acompanhados por coreografias brilhantes e possuem refrões sing-a-long." Joycelyn Vena da MTV News concluiu que "Beyoncé tem a capacidade de dar uma festa durante congestionamentos rápido como "Party", "Countdown", "End of Time" e "Run the World (Girls)" que colocam em plena exibição seu alcance como intérprete, dança e cantando ao vivo a noite inteira."
No dia 11 de Novembro de 2011, foi ao ar uma gravação do dia 28 de Julho, quando Beyoncé cantou a canção no programa de televisivo Late Night with Jimmy Fallon da rede americana NBC, acompanhada do grupo The Roots. No dia 4 de dezembro de 2011 foi transmitido na televisão britânica ITV uma performance pré-gravada da canção no programa A Night with Beyoncé. Em 2012, Beyoncé performou "Countdown" em quatro noites seguidas durante sua turnê promocional Revel Presents: Beyoncé Live no Revel Resorts na cidade de Atlantic City em Nova Jérsei.

## Uso na mídia
Beyoncé apareceu no programa de televisão Entertainment Tonight em 16 de junho de 2011 para promover a edição de luxo do álbum 4 vendido exclusivamente nas lojas Target e deu aos fãs uma prévia de seus comerciais de televisão. O comercial de 30 segundos, que apresenta trechos de "1+1" e "Countdown" tocando ao fundo, começou a ser exibida nos Estados Unidos em 24 de junho de 2011. Em agosto de 2011, "Countdown" foi usada em um comercial para a rede americana de televisão CBS para promover prévias de suas séries. No dia 23 de novembro de 2011, a canção foi usada no comercial no programa 20/20 da ABC, onde Beyoncé foi a entrevistada.

## Faixas e formatos
| Single digital 1-Track |             | |         |  |
| N.º                    | Título      | Compositor(es) | Duração |  |
| 1.                     | "Countdown" | Terius Nash, Shea Taylor, Beyoncé Knowles, Ester Dean, Cainon Lamb, Julie Frost, Michael Bivins, Nathan Morris, Wanya Morris | 3:31    |  |

| Single digital 2-Track |                                         | |         |  |
| N.º                    | Título                                  | Compositor(es) | Duração |  |
| 1.                     | "Countdown"                             | Terius Nash, Shea Taylor, Beyoncé Knowles, Ester Dean, Cainon Lamb, Julie Frost, Michael Bivins, Nathan Morris, Wanya Morris | 3:32    |  |
| 2.                     | "Countdown (RedTop Radio Edit - Clean)" | Terius Nash, Shea Taylor, Beyoncé Knowles, Ester Dean, Cainon Lamb, Julie Frost, Michael Bivins, Nathan Morris, Wanya Morris | 3:57    |  |

| EP digital - Remixes |                                                  |         |  |
| N.º                  | Título                                           | Duração |  |
| 1.                   | "Countdown"                                      | 3:31    |  |
| 2.                   | "Countdown (Reggae Rewind Remix)"                | 4:04    |  |
| 3.                   | "Countdown (Olli Collins & Fred Portelli Remix)" | 3:57    |  |
| 4.                   | "Countdown (Jack Beats Remix)"                   | 4:03    |  |
| 5.                   | "Countdown (Videoclipe alternativo)"             | 3:32    |  |

## Prêmios
Em 2012, a canção foi indicada ao MetroLyrics Awards na categoria Tongue-Twister Lyric of the Year. O seu videoclipe também recebeu várias indicações, na categoria Best Video no NME Awards, no BET Awards como Video of the Year e duas indicações ao MTV Video Music Awards nas categoriasBest Choreography e Best Editing.
| Ano  | Prêmio                 | Categoria                        | Resultado |
| ---- | ---------------------- | -------------------------------- | --------- |
| 2012 | NME Awards             | Best Video                       | Indicado  |
| 2012 | BET Awards             | Video of The Year                | Indicado  |
| 2012 | MetroLyrics Awards     | Tongue-Twister Lyric of the Year | Indicado  |
| 2012 | MTV Video Music Awards | Best Choreography                | Indicado  |
| 2012 | MTV Video Music Awards | Best Editing                     | Venceu    |
| 2012 | MTV Video Music Awards | Most Share-Worthy Video          | Indicado  |

## Posições
| País           | Tabelas musicais (2011)          | Melhor posição |
| -------------- | -------------------------------- | -------------- |
| Alemanha       | Deutsche Black Charts            | 1              |
| Áustria        | Austrian Singles Chart           | 65             |
| Bélgica        | Flandres Ultratip Chart          | 14             |
| Canadá         | Canadian Hot 100                 | 62             |
| Coreia do Sul  | International Singles Charts     | 40             |
| Estados Unidos | Billboard Hot 100                | 71             |
| Estados Unidos | Pop Songs                        | 38             |
| Estados Unidos | Hot R&B/Hip-Hop Songs            | 12             |
| Estados Unidos | Hot Dance Club Songs             | 1              |
| Estados Unidos | Rhythmic Top 40                  | 25             |
| Irlanda        | Irish Singles Chart              | 45             |
| Japão          | Japan Hot 100                    | 87             |
| Japão          | Japan Adult Contemporary Airplay | 62             |
| Países Baixos  | Dutch Tip Parade                 | 12             |
| Reino Unido    | UK Singles Chart                 | 35             |
| Reino Unido    | UK R&B Chart                     | 9              |
| Mundo          | Global Dance Tracks              | 19             |

| Parada (2011)                          | Posição |
| -------------------------------------- | ------- |
| Estados Unidos - Hot R&B/Hip Hop Songs | 62      |

| País / Certificadora  | Certificações |
| --------------------- | ------------- |
| Estados Unidos / RIAA | Ouro          |

## Créditos
| - Beyoncé Knowles – Vocal, Produtora, Escritora - Alex Asher – Trombone - Michael Bivins – Escritor - Ester Dean – Escritor - Julie Frost – Escritora - Cole-Kamen Green – Trompete - Serban Ghenea – Mixagem - John Hanes – Engenheiro de Mixagem - Ryan Kelly - Engenheiro Assistente - Lamb – Co-produção, Escritor - Nathan Morris – Escritor | - Wanya Morris – Escritor - Terius "The-Dream" Nash – Escritor - Phil Seaford – Engenheiro Assistente de Mixagem - Drew Sayers – Tenor, Saxofone barítono - Shea Taylor – Produtor - Nick Videen – Tenor, Saxofone - Pete Wolford – Engenheiro Assistente - Josiah Woodson – Trompete - Jordan "DJ Swivel" Young – Gravador Fonte: |

## Histórico de lançamento
| País           | Data                   | Edição             | Formato               | Gravadora  |
| -------------- | ---------------------- | ------------------ | --------------------- | ---------- |
| Estados Unidos | 4 de Outubro de 2011   | Radio edit         | CHR/Top 40 e Rhythmic | Sony Music |
| Bélgica        | 21 de Outubro de 2011  | Single 1-Track     | Download digital      | Sony Music |
| Luxemburgo     | 21 de Outubro de 2011  | Single 1-Track     | Download digital      | Sony Music |
| Reino Unido    | 30 de Outubro de 2011  | Single 1-Track     | Download digital      | Sony Music |
| Alemanha       | 25 de Novembro de 2011 | Single 2-Track     | Download digital      | Sony Music |
| Suíça          | 25 de Novembro de 2011 | Single 2-Track     | Download digital      | Sony Music |
| Alemanha       | 25 de Novembro de 2011 | Extended play (EP) | Download digital      | Sony Music |
| Áustria        | 25 de Novembro de 2011 | Extended play (EP) | Download digital      | Sony Music |
| Suíça          | 25 de Novembro de 2011 | Extended play (EP) | Download digital      | Sony Music |